# Dario Quenstedt
Dario Quenstedt (* 22. September 1989 in Burg) ist ein deutscher Handballtorwart.

## Karriere

### Verein
Quenstedt stand ab der Saison 2000/01 für die SC Magdeburg YoungsterS im Tor und gehörte ab der Saison 2007/08 zum Kader des SC Magdeburg. Im Jahr 2009 gewann er mit der deutschen Juniorennationalmannschaft die Weltmeisterschaft. Nachdem Quenstedt von 2011 bis 2013 beim TuS N-Lübbecke gespielt hatte, stand er ab der Saison 2013/14 wieder im Tor des SC Magdeburg. Sein Vertrag, zunächst beschränkt bis zum 30. Juni 2015, wurde im November 2014 bis zum Jahr 2017 verlängert. Im Juli 2016 erfolgte eine erneute Verlängerung bis 2019. Mit dem SCM gewann er 2016 den DHB-Pokal. Im Sommer 2019 wechselte er zum THW Kiel. Mit Kiel gewann er 2020 und 2021 die deutsche Meisterschaft, 2020 und 2021 den DHB-Supercup, 2020 die EHF Champions League sowie 2022 den DHB-Pokal.
Ab der Saison 2022/23 lief Quenstedt für die TSV Hannover-Burgdorf auf. Nach der Spielzeit 2023/24 beendete er seine Karriere nach 462 Bundesligaspielen (10 Tore) vorerst. Im November 2024 unterschrieb er beim HC Erlangen.

### Nationalmannschaft
Am 6. April 2012 absolvierte Quenstedt sein Debüt in der deutschen Nationalmannschaft im Spiel gegen Dänemark. Er absolvierte 15 Spiele, in denen er ein Tor erzielte.

## Privates
Quenstedt ist 1,93 m groß, hat ein Wettkampfgewicht von 95 kg und ist verheiratet.